# Aleksandr Radoulov
Pour les articles homonymes, voir Radoulov.
Aleksandr Valerievitch Radoulov - en russe : Александр Валерьевич Радулов et en anglais : Alexander Radulov - (né le 5 juillet 1986 à Nijni Taguil en République socialiste fédérative soviétique de Russie) est un joueur professionnel russe de hockey sur glace. Il est le frère cadet d'Igor Radoulov. Il évolue au poste d'ailier.

## Biographie

### Ses débuts
Radoulov a commencé le hockey sur glace à Nijni Taguil. Son premier entraîneur est Aleksandr Veïngardt. À l'âge de dix-sept ans, Radoulov joue un match en Superliga pour la formation du HK Dinamo Moscou lors de la saison 2003-2004. Néanmoins, il est prêté durant la majorité de la saison au THK Tver en Vyschaïa Liga. L'équipe se classe dixième de la zone ouest de la deuxième division russe.
Il représente l'équipe nationale Russe au niveau international lors du championnat du monde moins de 18 ans 2004. La Sbornaïa remporte la médaille d'or en battant en finale les États-Unis. Il est choisi au premier tour, en quinzième position au total par les Predators de Nashville de la Ligue nationale de hockey lors du repêchage d'entrée dans la LNH 2004. Il est appelé en neuvième position lors de la sélection européenne 2004 de la Ligue canadienne de hockey par les Remparts de Québec. Il part alors en Amérique du Nord.

### Les Remparts de Québec
Radoulov évolue pour les Remparts dans la Ligue de hockey junior majeur du Québec de 2004 à 2006. À sa première année, il récolte 75 points en 65 matchs, au troisième rang des marqueurs de son équipe derrière Josh Hennessy et Karl Gagné. Troisièmes de la division Est, les Remparts sont éliminés 4-2 par les Saguenéens de Chicoutimi en quart de finale de la Coupe du président.
Durant la saison 2005-2006, Aleksandr brise plusieurs records d'équipe et devient rapidement l'un des meilleurs joueurs évoluant dans la LHJMQ.
Le 28 octobre 2005, contre les Voltigeurs de Drummondville, il établit une nouveau record en marquant 6 buts dans un même match. Il ajoute une passe dans une victoire 11-2 pour égaler la marque de 7 points dans un match établi par Éric Chouinard. Le 19 mars 2006, Radoulov inscrit pas moins de 11 points. Ses 7 buts et 4 aides contre l'Océanic de Rimouski lui donnent le nouveau record de points et de buts dans un même match pour les Remparts.
Il établit également le record de son équipe avec 50 matchs où il marque au moins un point. Au niveau de la LHJMQ, seul Mario Lemieux a fait mieux par le passé avec 62 matchs.
Il participe au championnat du monde junior en 2005. Le Canada s'impose 6-1 en finale contre Radoulov et ses coéquipiers.
Radoulov termine la saison au premier rang des pointeurs de la LHJMQ ainsi que de la Ligue canadienne de hockey. Ses 152 points (61 buts et 91 aides) lui donnent le record d'équipe pour les points, buts et passes en une saison. Dans un match contre l'Océanic de Rimouski, il marque 7 buts pour 11 points dans une victoire 16-3 des siens. Il égale, avec Pavel Rosa, le record de points réalisé par un joueur européen évoluant dans la LHJMQ lors de ce dernier match de la saison.
Durant les séries de championnat 2006 de la LHJMQ, il marque 21 buts et récolte 34 passes pour une production totale de 55 points. Il obtient au moins un point à chaque match et termine à seulement deux points du record de Simon Gamache établi lors de la saison 2000-2001.
Durant le championnat de la Coupe Memorial 2006, Radoulov obtient 9 points (5 buts et 4 passes) en 4 matchs, aidant son équipe à gagner le tournoi en battant en finale l'équipe hôte, les Wildcats de Moncton. Il décroche également le trophée Stafford-Smythe remis au joueur du tournoi le plus utile à son équipe. Il est nommé joueur junior de l'année 2006 au Canada par la LCH.
L'organisation des Remparts de Québec retire son maillot, floqué du numéro 22, le 28 novembre 2007 durant une rencontre les opposant aux Saguenéens de Chicoutimi.
Il est convié au championnat du monde junior 2006. La Russie s'incline en finale 5-0 contre les Canadiens.

### Les Predators de Nashville
Le 9 janvier 2006, Aleksandr Radoulov signe un contrat professionnel de trois ans avec les Predators de Nashville. Il joue un seul match de pré-saison de la LNH le 23 septembre 2006, récoltant une aide sur un but de Yanic Perreault contre les Blue Jackets de Columbus. Il marque également un but dans la fusillade obligatoire des matchs de pré-saison.
Le 4 octobre 2006, il est retiré de la formation et cédé au club-école des Admirals de Milwaukee, où il amorce la saison à titre de joueur régulier.
Il est désigné joueur offensif de la deuxième semaine du 15 octobre 2006 dans la Ligue américaine de hockey (LAH), ayant obtenu en 3 matchs, 3 buts et 4 mentions d'aide pour un total de 7 points.
Le 20 octobre 2006, il est rappelé du club-école de Milwaukee. Il rejoint la formation régulière des Predators de Nashville. Il dispute son premier match dans la Ligue nationale de hockey le 21 octobre 2006 contre les Canucks de Vancouver. Le 26 octobre 2006, il compte sur son premier lancer, son premier but en saison régulière dans la Ligue nationale de hockey aux dépens du gardien Vesa Toskala des Sharks de San José.
Le 6 novembre 2006, il est rétrogradé de nouveau au club-école des Admirals de Milwaukee. En six parties avec les Predators de Nashville, il marque 2 buts et 4 minutes de pénalité. Le 21 novembre 2006, il est rappelé pour le restant de la saison chez les Predators.
Dans le deuxième match du premier tour des séries éliminatoires de la Coupe Stanley 2008, Radoulov charge dans le dos l'attaquant des Sharks de San José Steve Bernier. Bernier tape la tête dans la balustrade, et reste inconscient pendant trois minutes sur la glace avant d'être aidé par ses coéquipiers Marcel Goc et Joe Thornton. Cependant, Bernier ne souffre d'aucune blessure sérieuse et Radoulov est suspendu un match pour ce geste. L'équipe est éliminée en quart de finale de l'Association de l'Ouest par les Sharks.
Il obtient sa première titularisation en équipe nationale senior le 27 avril 2007 face au Danemark dans le cadre du championnat du monde 2007. Il inscrit son premier but en quart de finale le 9 mai 2007 contre la République tchèque. L'équipe obtient la médaille de bronze contre la Suède après avoir perdu en demi-finale contre la Finlande.
Le 4 octobre 2007, il entame sa première saison avec les Predators de Nashville en tant que membre officiel de l'équipe. Les Predators prennent la huitième place de l'association. Les Red Wings de Détroit vainqueurs de la Coupe Stanley font tomber les Predators en 4-2 au premier tour des séries éliminatoires.
Lors du championnat du monde, la Russie décroche le titre en battant le Canada 5 à 4 après prolongation. Radoulov est auteur d'une assistance lors de ce match, portant son total à trois dans cette compétition.

### Le Salavat Ioulaïev Oufa
Le 11 juillet 2008, il signe un contrat de trois ans avec le Salavat Ioulaïev Oufa dans la Kontinentalnaïa Hokkeïnaïa Liga malgré le fait qu'il soit toujours lié avec les Predators. Il annonce à la franchise de Nashville sa volonté de jouer dans son pays natal, argumentant que le Salavat lui offre de meilleures conditions financières. Après cette annonce, les Predators, la Ligue nationale de hockey et la Fédération internationale de hockey sur glace ont annoncé que Radoulov est sous contrat avec Nasville et que sa signature en Russie est une violation des accords conclus la veille entre la LNH et les autres ligues afin de respecter les contrats de joueurs existants. L'IIHF ordonne alors à Oufa de casser le contrat de Radoulov, mais le vice-président de la KHL, Ilia Kochevrine argumente que Radoulov a signé son contrat le 5 juillet soit cinq jours avant cet accord du 10 juillet. Comme le litige s'est prolongé, l'IIHF suspend Radoulov de toutes compétitions internationales à compter du 18 juillet 2008 tant que les investigations sont en cours. Cette suspension a été levés assez tôt puisqu'il est apparu qu'aucun motif juridique n'existe pour suspendre le joueur.
Après avoir donné l'ultimatum du 1er septembre 2008, pour revenir dans leur effectif, les Preds, l'ont suspendu le lendemain, avec suppression de salaire pour la saison. Le Salavat Ioulaïev remporte la saison régulière durant laquelle il a échangé Grigori Chafigouline au Vitiaz Tchekhov pour faire venir son frère Igor dans l'équipe. Avec quarante-huit points en cinquante-deux parties, Radoulov termine troisième pointeur de l'équipe derrière Alekseï Terechtchenko et Aleksandr Perejoguine. L'équipe remporte la saison régulière mais est éliminée en quatre matchs par l'Avangard Omsk dès les huitièmes de finale de la Coupe Gagarine. Radoulov sert deux aides. En Ligue des champions, le Metallourg Magnitogorsk barre la route des Bachkires en demi-finale de l'épreuve. L'attaquant marque un but et quatre assistances en six parties. Il prend part au championnat du monde 2009. Avec dix points, il devient un maillon essentiel de la Sbornaïa dont il est le deuxième pointeur après Ilia Kovaltchouk (quatorze points). Au cours des matchs à élimination directe, Radoulov inscrit deux assistances contre la Biélorussie, une aide sur le but victorieux de Konstantin Gorovikov face aux États-Unis. La Russie remporte le titre mondial face au Canada. Oleg Saprykine répond à Jason Spezza avant que Radoulov n'inscrive le but de la victoire 2-1 pendant le deuxième tiers temps.

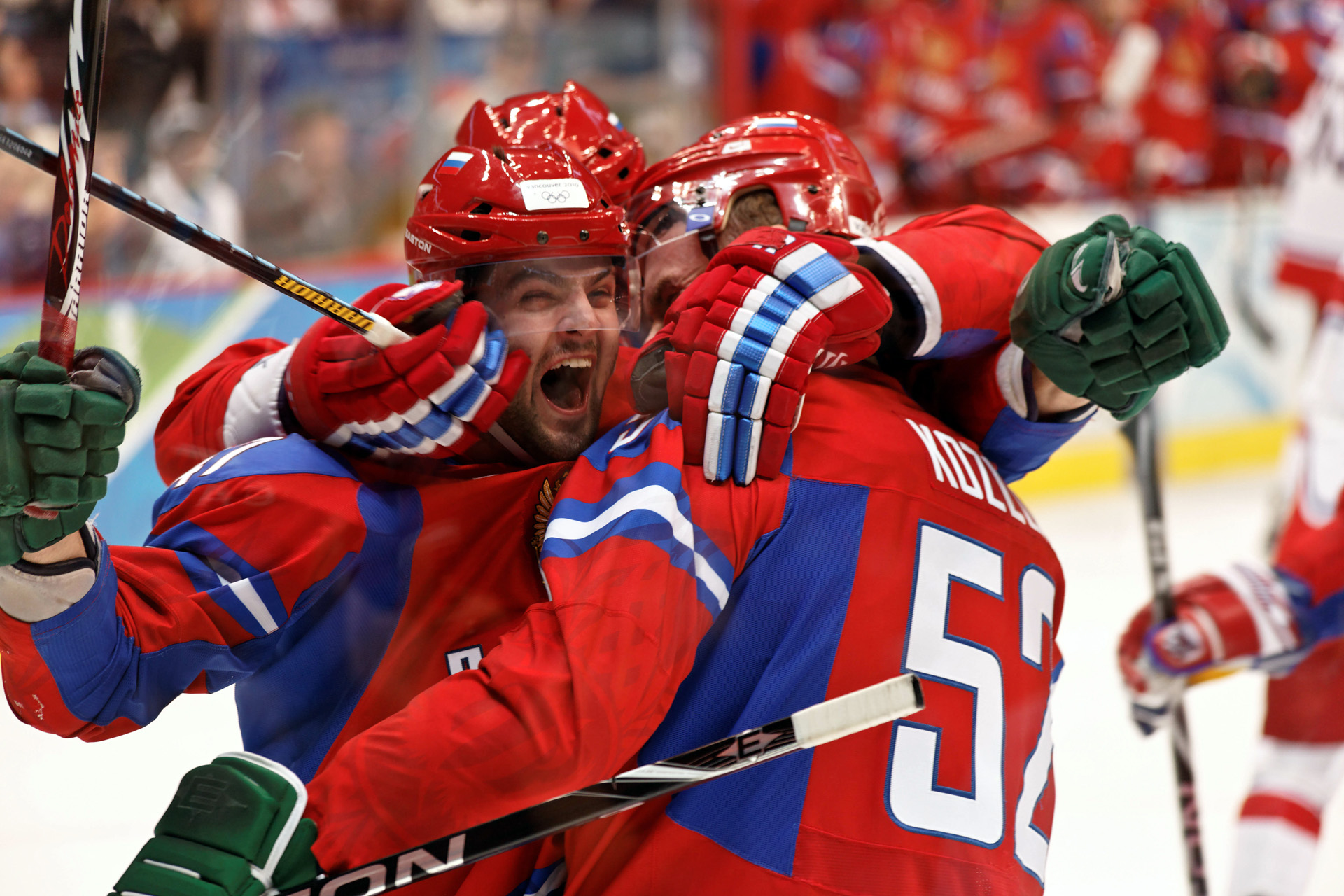
Radoulov et Viktor Kozlov.

La saison suivante, Viatcheslav Bykov et son assistant Igor Zakharkine prennent les rênes de l'équipe à la place de Sergueï Mikhaliov. Ce duo est également à la tête de la sélection nationale. Avec 63 points, Radoulov termine quatrième pointeur de la saison régulière. L'équipe remporte la saison régulière et reçoit la Coupe du Continent. Cette victoire offre la Koubok Kontinenta au club, nouveau trophée mis en place par la KHL. Radoulov est deuxième au niveau des aides derrière Alekseï Iachine du SKA Saint-Pétersbourg (39 aides contre 46 à Iachine) et deuxième du différentiel plus-moins derrière son coéquipier Norvégien Patrick Thoresen (+44 contre +45). Il est meilleur pointeur et passeur lors des séries éliminatoires. Les Ak Bars Kazan s'imposent 4-2 en finale d'association face aux joueurs d'Oufa.
Blessé à la cheville puis à la jambe, il déclare forfait pour le championnat du monde 2010.
En 2010-2011, il est aligné avec Robert Nilsson et Thoresen. Il est nommé assistant-capitaine de Viktor Kozlov. Le 10 octobre 2010, il marque un but au bout de six secondes de jeu face au Iougra Khanty-Mansiïsk. Radoulov conclut la saison régulière avec le plus haut total de points (quatre-vingt) et le d'assistances (soixante). Le Salavat, possède le deuxième bilan de la saison régulière derrière l'Avangard Omsk. Le Salavat élimine le Sibir Novossibirsk en huitième de finale, puis le tenant du titre les Ak Bars Kazan. Radoulov inscrit le but de la victoire lors du cinquième et dernier match de la série. Oufa écarte ensuite en sept matchs le Metallourg Magnitogorsk en finale de l'association est. L'équipe remporte la Coupe Gagarine quatre victoires à une sur l'Atlant Mytichtchi. Radoulov compte le plus haut total d'aides des séries éliminatoires avec quinze assistances pour vingt-et-un points.
Lors de la saison 2011-2012, Sergueï Mikhaliov est le nouvel entraîneur du Salavat Ioulaïev Oufa. La saison est mouvementée, Radoulov ne s'entend pas avec Mikhaliov et veut temporairement quitter l'équipe. Mikhaliov est remplacé au cours de la saison par son assistant Vener Safine et des joueurs cadres tels que Maksim Souchinski, Oleg Tverdovski ou Robert Nilsson sont écartés. Malgré tout, l'assistant-capitaine de Kozlov réédite sa performance de la campagne précédente en menant la ligue au niveau des aides (trente-huit) et des points (soixante-trois). Il ajoute six assistances lors des huitièmes de finale de la Coupe Gagarine. Le Salavat est éliminé en six matchs par les Ak Bars Kazan dans le duel opposant les deux derniers vainqueurs de l'épreuve. À la suite de cette élimination, il décide de retourner en Amérique du Nord pour finir la saison avec les Predators de Nashville.

### Les Canadiens de Montréal
Le 1er juillet 2016, il signe un contrat d'un an avec les Canadiens de Montréal dans la LNH pour un montant de 5,75 millions de dollars. Dans une saison que plusieurs qualifient de «rédemption» dans la LNH après son départ controversé des Predators de Nashville, il récolte 54 points dont 18 buts et 36 passes. Ces statistiques le placent au deuxième rang des pointeurs et au premier rang des passeurs de l'équipe pour la saison 2016-2017.

### Les Stars de Dallas
Malgré une bonne saison avec les Canadiens, Radoulov ne peut s'entendre sur un renouvellement de contrat et décide, le 3 juillet 2017, de signer une entente de 5 ans et 31,25 millions de dollars avec les Stars de Dallas en tant qu'agent libre.
Il remporte la Coupe Gagarine 2025 avec le Lokomotiv Iaroslavl.

## Statistiques

### En club
| Saison     | Équipe                 | Ligue          |     | Saison régulière | Saison régulière | Saison régulière | Saison régulière | Saison régulière | Saison régulière |    | Séries éliminatoires | Séries éliminatoires | Séries éliminatoires | Séries éliminatoires | Séries éliminatoires | Séries éliminatoires |
| Saison     | Équipe                 | Ligue          | PJ  | B                | A                | Pts              | Pun              | +/-              | PJ               | B  | A                    | Pts                  | Pun                  | +/-                  |                      |                      |
| 2003-2004  | THK Tver               | Vyschaïa Liga  | 42  | 15               | 16               | 31               | 102              | +5               | -                | -  | -                    | -                    | -                    | -                    |                      |                      |
| 2003-2004  | HK Dinamo Moscou       | Superliga      | 1   | 0                | 0                | 0                | 2                | -2               | -                | -  | -                    | -                    | -                    | -                    |                      |                      |
| 2004-2005  | Remparts de Québec     | LHJMQ          | 65  | 32               | 43               | 75               | 64               | +30              | 13               | 6  | 5                    | 11                   | 15                   | -1                   |                      |                      |
| 2005-2006  | Remparts de Québec     | LHJMQ          | 62  | 61               | 91               | 152              | 101              | +53              | 22               | 21 | 33                   | 54                   | 30                   | +17                  |                      |                      |
| 2006       | Remparts de Québec     | Coupe Memorial | 4   | 5                | 4                | 9                | 6                | +4               | -                | -  | -                    | -                    | -                    | -                    |                      |                      |
| 2006-2007  | Admirals de Milwaukee  | LAH            | 11  | 6                | 12               | 18               | 26               | +3               | -                | -  | -                    | -                    | -                    | -                    |                      |                      |
| 2006-2007  | Predators de Nashville | LNH            | 64  | 18               | 19               | 37               | 26               | +19              | 4                | 3  | 1                    | 4                    | 19                   | +1                   |                      |                      |
| 2007-2008  | Predators de Nashville | LNH            | 81  | 26               | 32               | 58               | 44               | +7               | 6                | 2  | 2                    | 4                    | 6                    | 0                    |                      |                      |
| 2008-2009  | Salavat Ioulaïev Oufa  | KHL            | 52  | 22               | 28               | 48               | 92               | +6               | 4                | 0  | 2                    | 2                    | 4                    | +1                   |                      |                      |
| 2008-2009  | Salavat Ioulaïev Oufa  | LdC            | 6   | 1                | 4                | 5                | 10               | -                | -                | -  | -                    | -                    | -                    | -                    |                      |                      |
| 2009-2010  | Salavat Ioulaïev Oufa  | KHL            | 54  | 24               | 39               | 63               | 62               | +44              | 16               | 8  | 11                   | 19                   | 10                   | +7                   |                      |                      |
| 2010-2011  | Salavat Ioulaïev Oufa  | KHL            | 54  | 20               | 60               | 80               | 83               | +27              | 21               | 3  | 15                   | 18                   | 42                   | +9                   |                      |                      |
| 2011-2012  | Salavat Ioulaïev Oufa  | KHL            | 50  | 25               | 38               | 63               | 64               | +1               | 6                | 0  | 6                    | 6                    | 2                    | +1                   |                      |                      |
| 2011-2012  | Predators de Nashville | LNH            | 9   | 3                | 4                | 7                | 4                | +3               | 8                | 1  | 5                    | 6                    | 4                    | +2                   |                      |                      |
| 2012-2013  | HK CSKA Moscou         | KHL            | 48  | 22               | 46               | 68               | 86               | +12              | 9                | 1  | 7                    | 8                    | 0                    | -4                   |                      |                      |
| 2013-2014  | HK CSKA Moscou         | KHL            | 34  | 9                | 25               | 34               | 75               | +19              | -                | -  | -                    | -                    | -                    | -                    |                      |                      |
| 2014-2015  | HK CSKA Moscou         | KHL            | 46  | 24               | 47               | 71               | 143              | +37              | 16               | 8  | 13                   | 21                   | 20                   | +7                   |                      |                      |
| 2015-2016  | HK CSKA Moscou         | KHL            | 53  | 23               | 42               | 65               | 73               | +28              | 20               | 4  | 12                   | 16                   | 26                   | +5                   |                      |                      |
| 2016-2017  | Canadiens de Montréal  | LNH            | 76  | 18               | 36               | 54               | 62               | +10              | 6                | 2  | 5                    | 7                    | 6                    | 0                    |                      |                      |
| 2017-2018  | Stars de Dallas        | LNH            | 82  | 27               | 45               | 72               | 72               | +4               | -                | -  | -                    | -                    | -                    | -                    |                      |                      |
| 2018-2019  | Stars de Dallas        | LNH            | 70  | 29               | 43               | 72               | 54               | + 22             | 13               | 5  | 5                    | 10                   | 8                    | 0                    |                      |                      |
| 2019-2020  | Stars de Dallas        | LNH            | 60  | 15               | 19               | 34               | 46               | +8               | 27               | 8  | 10                   | 18                   | 24                   | +5                   |                      |                      |
| 2020-2021  | Stars de Dallas        | LNH            | 11  | 4                | 8                | 12               | 6                | +9               | -                | -  | -                    | -                    | -                    | -                    |                      |                      |
| 2021-2022  | Stars de Dallas        | LNH            | 71  | 4                | 18               | 22               | 30               | -20              | 3                | 0  | 0                    | 0                    | 0                    | -1                   |                      |                      |
| 2022-2023  | Ak Bars Kazan          | KHL            | 62  | 25               | 32               | 57               | 66               | +10              | 24               | 10 | 9                    | 19                   | 49                   | +2                   |                      |                      |
| 2023-2024  | Ak Bars Kazan          | KHL            | 58  | 16               | 24               | 40               | 36               | -5               | 4                | 1  | 3                    | 4                    | 29                   | -1                   |                      |                      |
| Totaux LNH | Totaux LNH             | Totaux LNH     | 524 | 144              | 224              | 368              | 344              | +62              | 67               | 21 | 28                   | 49                   | 67                   | +7                   |                      |                      |

### En équipe nationale
| Année | Évènement                            |   | PJ | B | A  | Pts | Pun | +/-                |  | Résultat |
| 2004  | Championnat du monde moins de 18 ans | 6 | 2  | 5 | 7  | 2   | +7  | Médaille d'or      |  |          |
| 2005  | Championnat du monde junior          | 6 | 2  | 1 | 3  | 4   | +1  | Médaille d'argent  |  |          |
| 2006  | Championnat du monde junior          | 6 | 1  | 3 | 4  | 4   | +2  | Médaille d'argent  |  |          |
| 2007  | Championnat du monde                 | 9 | 2  | 0 | 2  | 6   | +1  | Médaille de bronze |  |          |
| 2008  | Championnat du monde                 | 6 | 0  | 3 | 3  | 2   | +3  | Médaille d'or      |  |          |
| 2009  | Championnat du monde                 | 9 | 4  | 6 | 10 | 10  | +7  | Médaille d'or      |  |          |
| 2010  | Jeux olympiques                      | 4 | 1  | 1 | 2  | 4   | +1  | Sixième place      |  |          |
| 2011  | Championnat du monde                 | 9 | 2  | 5 | 7  | 6   | -1  | Quatrième place    |  |          |
| 2013  | Championnat du monde                 | 8 | 5  | 5 | 10 | 4   | +4  | Sixième place      |  |          |
| 2014  | Jeux olympiques                      | 5 | 3  | 3 | 6  | 4   | +4  | Cinquième place    |  |          |

## Trophées et honneurs personnels

### Ligue de hockey junior majeur du Québec
- 2005 : nommé joueur offensif de la «semaine 6», du 24 octobre 2005 au 30 octobre 2005
- 2006 : 
  - nommé dans l'équipe des recrues
  - nommé joueur offensif de la «semaine 18», du 23 janvier 2006 au 29 janvier 2006
  - nommé joueur offensif de la «semaine 23», du 27 mars 2006 au 5 mars 2006
  - nommé joueur offensif de la «semaine 25», du 14 janvier 2006 au 19 mars 2006
  - nommé joueur offensif du mois de février
  - nommé joueur offensif du mois de mars
  - remporte le trophée Jean-Béliveau (meilleur pointeur)
  - termine meilleur passeur
  - remporte la coupe Telus - Offensif (joueur offensif)
  - remporte le trophée Michel-Brière (joueur le plus utile)
  - nommé dans la première équipe d'étoiles
- 2007 : son numéro «22» est retiré par les Remparts de Québec le 28 novembre 2007

### Ligue canadienne de hockey
- 2005 : nommé joueur offensif de la «semaine 1», du 1er novembre 2005
- 2006 : 
  - nommé dans l'équipe d'étoiles
  - nommé joueur par excellence de la saison
  - termine meilleur pointeur
  - nommé joueur offensif de la «semaine 21», du 21 mars 2006

### Coupe Memorial
- 2006 : 
  - remporte le trophée Stafford-Smythe (joueur le plus utile).
  - nommé dans l'équipe d'étoiles

### Ligue américaine de hockey
- 2006 : nommé joueur offensif de la «semaine 2», (du 10 octobre 2006 au 15 octobre 2006)

### Ligue nationale de hockey
- 2007 : participe au Match des Jeunes Étoiles avec l'association de l'Ouest

### Ligue continentale de hockey
- 2009 : participe avec l'équipe Iachine au premier Match des étoiles
- 2010 : 
  - participe avec l'équipe Iachine au deuxième Match des étoiles
  - nommé attaquant du mois de mars
  - meilleur pointeur des séries éliminatoires
  - meilleur passeur des séries éliminatoires
  - remporte la crosse d'or (meilleur joueur)
  - nommé dans l'équipe type (casque d'or)
- 2011 : 
  - vainqueur de la Coupe Gagarine
  - participe avec l'équipe Est au troisième Match des étoiles (titulaire)
  - nommé attaquant du mois de février
  - remporte le trophée du buteur le plus rapide
  - meilleur pointeur de la saison régulière
  - meilleur passeur de la saison régulière
  - meilleur passeur des séries éliminatoires de la coupe Gagarine
  - nommé dans l'équipe type (casque d'or)
  - remporte la crosse d'or (meilleur joueur)
- 2012 : 
  - participe au quatrième Match des étoiles avec l'association de l'Est
  - meilleur pointeur de la saison régulière
  - meilleur passeur de la saison régulière
  - nommé dans l'équipe type (casque d'or)
  - remporte la crosse d'or (meilleur joueur)
- 2013 : participe au Cinquième Match des étoiles avec l'association de l'Ouest
- 2025 : 
  - vainqueur de la Coupe Gagarine
  - nommé meilleur joueur des finales

### Coupe Pervi Kanal
- 2010 : nommé meilleur attaquant
- 2011 : nommé meilleur attaquant

### Coupe Karjala
- 2011 : termine meilleur pointeur